# Campeonato Africano de Atletismo de 2014 - 100 m com barreiras feminino
A prova dos 100 metros com barreiras feminino do Campeonato Africano de Atletismo de 2014 foi disputada no entre os dias 10 e 11 de agosto de 2014 no Estádio de Marrakech em Marrakech, no Marrocos. Participaram da prova 13 atletas.

## Recordes
Antes desta competição, os recordes mundiais e do campeonato nesta prova eram os seguintes:
|                       | Nome             | Nacionalidade | Tempo  | Local        | Data                 |
| --------------------- | ---------------- | ------------- | ------ | ------------ | -------------------- |
| Recorde mundial       | Yordanka Donkova | Bulgária      | 12s 21 | Stara Zagora | 20 Agosto de 1988    |
| Recorde do campeonato | Glory Alozie     | Nigéria       | 12s 77 | Dakar        | 19 de agosto de 1998 |
| Recorde africano      | Glory Alozie     | Nigéria       | 12s 44 | Mônaco       | 8 de agosto de 1998  |
| Recorde africano      | Glory Alozie     | Nigéria       | 12s 44 | Bruxelas     | 28 de agosto de 1998 |
| Recorde africano      | Glory Alozie     | Nigéria       | 12s 44 | Sevilha      | 28 de agosto de 1999 |

## Medalhistas
| Ouro                      | Prata               | Bronze              |
| Rikenette Steenkamp (RSA) | Rosvitha Okou (CIV) | Nichole Denby (NGR) |

## Cronograma
Todos os horários são locais (UTC+1).
| Data         | Hora  | Evento  |
| ------------ | ----- | ------- |
| 10 de agosto | 19:20 | Bateria |
| 11 de agosto | 18:10 | Final   |

## Resultados

### Bateria
Qualificação: 3 atletas de cada bateria (Q) mais os 2 melhores qualificados (q).
| Posição | Bateria | Atleta                  | Nacionalidade   | Tempo | Notas |
| ------- | ------- | ----------------------- | --------------- | ----- | ----- |
| 1       | 2       | Rosvitha Okou           | Costa do Marfim | 13.18 | Q     |
| 2       | 1       | Nichole Denby           | Nigéria         | 13.20 | Q     |
| 3       | 2       | Lindsay Lindley         | Nigéria         | 13.39 | Q     |
| 4       | 1       | Gnima Faye              | Senegal         | 13.45 | Q     |
| 5       | 1       | Rikenette Steenkamp     | África do Sul   | 13.47 | Q     |
| 6       | 2       | Adja Arette Ndiaye      | Senegal         | 13.61 | Q     |
| 7       | 1       | Rahamatou Dramé         | Mali            | 13.95 | q     |
| 8       | 2       | Witney Barata           | Angola          | 14.30 | q     |
| 9       | 2       | Rashidatu Abubakar      | Gana            | 14.37 |       |
| 10      | 1       | Samar Ezzina            | Tunísia         | 14.37 |       |
| 11      | 2       | Lamiae Lhabze           | Marrocos        | 14.59 |       |
| 12      | 1       | Brigitte Ekongolo Nguea | Camarões        | 14.90 |       |
| 13      | 2       | Etean Gebremichel       | Etiópia         | 15.45 |       |

### Final
| Posição           | Raia | Atleta              | Nacionalidade   | Tempo | Notas |
| ----------------- | ---- | ------------------- | --------------- | ----- | ----- |
| Medalha de ouro   | 7    | Rikenette Steenkamp | África do Sul   | 13.26 |       |
| Medalha de prata  | 3    | Rosvitha Okou       | Costa do Marfim | 13.26 |       |
| Medalha de bronze | 5    | Nichole Denby       | Nigéria         | 13.27 |       |
| 4                 | 4    | Lindsay Lindley     | Nigéria         | 13.43 |       |
| 5                 | 6    | Gnima Faye          | Senegal         | 13.49 |       |
| 6                 | 8    | Adja Arette Ndiaye  | Senegal         | 13.60 |       |
| 7                 | 1    | Witney Barata       | Angola          | 14.56 |       |
| 8                 | 1    | Rahamatou Dramé     | Mali            | DNF   |       |

Legenda
| Recorde mundial       | Recorde mundial (World record)               |                       | Recorde africano                      | Recorde africano (African) |                                           | Q | Classificado por posição (Qualified) |
| Recorde do campeonato | Recorde do campeonato (Championship record)  | Recorde da América    | Recorde da América (Americas)         | q                          | Classificado por melhor tempo (Qualified) |   |                                      |
| Melhor marca do ano   | Melhor marca do ano (World leading)          | Recorde asiático      | Recorde asiático (Asian)              | DNS                        | Não largou (Did not start)                |   |                                      |
| Recorde nacional      | Recorde nacional (National record)           | Recorde europeu       | Recorde europeu (European)            | DNF                        | Não terminou (Did not finish)             |   |                                      |
| Recorde pessoal       | Recorde pessoal do atleta (Personal best)    | Recorde da Oceania    | Recorde da Oceania (Oceania)          | DSQ / DQ                   | Desclassificado (Disqualified)            |   |                                      |
| Recorde da temporada  | Recorde da temporada do atleta (Season best) | Recorde sul-americano | Recorde sul-americano (South America) | NM                         | Sem marca (No mark)                       |   |                                      |